# Peperomia pseudovariegata
Peperomia pseudovariegata är en pepparväxtart som beskrevs av C. Dc.. Peperomia pseudovariegata ingår i släktet peperomior, och familjen pepparväxter. Inga underarter finns listade i Catalogue of Life.